# Ванкувер (Вашингтон)
Ванкувер — город в округе Кларк, штат Вашингтон, США. Ванкувер является окружным центром. Расположен на северном берегу реки Колумбия. Ванкувер, по данным переписи 2010 года, имеет население 161 791 человек и является четвёртым по величине городом в штате.

## История
В 1812 году был создан торговый пост Форт Ванкувер. В городе в 1849 создана военная база США — Ванкувер Барракс. В 1937 году Валерий Чкалов завершил здесь свой знаменитый полёт СССР — Северный полюс — США. Именем Чкалова названа одна из улиц Ванкувера.

## Демография
Согласно переписи 2010 года, численность населения города составляла 161 791 человек, насчитывалось 65 691 домашнее хозяйство и 40 246 семей, живущих в городе. Плотность населения 1344,6 чел/км². Насчитывалось 70 005 единиц жилья, плотность размещения домов 581,8 на км². Расовый состав: 80,9 % белые, 5 % азиаты, 2,9 % чернокожие, 1 % коренных американцев, 1 % гавайцев или выходцев с островов Океании, 4,3 % другие расы, 4,8 % потомки двух и более рас.
По примерной оценке Бюро переписи населения США на 1 июля 2018 года, численность населения города составляла 183 012 человек.

## Образование
В городе находится филиал Университета штата Вашингтон. Также на территории Ванкувера есть Кларк-колледж. 

## Транспорт
В городе расположен аэропорт Пирсон-Филд.

## Города-побратимы
- Дзёё, Япония